# Levita (isola)
Lèvita (in greco Λέβιθα?, Lévitha; in greco antico: Λέβινθος, Lébinthos) è una piccola isola del Dodecaneso situata nella parte orientale del Mar Egeo, tra Coo e Paro.
Dal punto di vista amministrativo fa parte della municipalità di Lero; la sua superficie totale è di circa 9,1 km², con uno sviluppo costiero di 34 km.
Secondo il censimento del 2001, sull'isola risiedono 8 persone.

## Storia
Nell'antichità l'isola era nota come Lebynthos, Λέβινθος in greco. Essa viene menzionata in due opere di Ovidio, Le Metamorfosi e Ars Amatoria, in relazione alle vicende di Dedalo e Icaro. Si narra che mentre scappavano da Creta, Dedalo e Icaro volarono al di sopra di Lebynthos. Fece parte delle Isole dell'Egeo italiane dal 1912 al 1945.